# Гайгалава
Га́йгалава (латыш. Gaigalava) — населённый пункт в Резекненском крае Латвии. Административный центр Гайгалавской волости. Расстояние до города Резекне составляет около 34 км.
По данным на 2018 год, в населённом пункте проживало 222 человека. Есть волостная администрация, начальная школа, детский сад, дом культуры, почта, аптека и магазин.

## История
Населённый пункт образован слиянием сёл Гайгалава и Быково. В селе Быково ранее находилась усадьба.
В советское время населённый пункт был центром Гайгалавского сельсовета Резекненского района. В селе располагались центральная усадьба колхоза «Гайгалава» и Гайгалавское лесничество.